# アルキメデス (競走馬)
アルキメデス（欧字名:Archimedes、2009年3月24日 - ）は、日本の競走馬。主な勝ち鞍は2013年の朝日チャレンジカップ。
馬名の由来は、古代ギリシャの物理学者名より。

## 経歴

### 2歳・3歳（2011年・2012年）
2011年10月29日、京都競馬場5レースの2歳新馬戦（芝2000m）でデビューし勝利。
3歳シーズンは重賞初挑戦となる2月5日のきさらぎ賞より始動。果敢に逃げをうつも、直線で失速し9着に沈む。次走のアーリントンカップは中団7番手から直線で脚を伸ばし、ジャスタウェイから0.3秒差の3着に健闘した。その後、皐月賞トライアルの若葉ステークスとダービートライアルのプリンシパルステークスに出走したが、いずれも優先出走権を手にすることはできず、6月から長期休養に入った。

### 4歳 - 6歳（2013年 - 2015年）
4歳シーズン、5月19日の1000万下・テレ玉杯で約11か月ぶりにレースに復帰、休養明け初戦を勝利で飾った。降級を挟みつつ6月・10月と条件クラスを連勝し、オープン入り。1番人気に支持された年末の朝日チャレンジカップは道中中団に控え、直線を力強い末脚で駆け抜け4連勝での重賞初優勝を飾った。鞍上のミカエル・バルザローナも、これが来日後初の重賞制覇である。
5歳シーズンは3月2日の中山記念より始し、ジャスタウェイから3馬身半差の2着。その後再び長期休養に入った。約9か月後、初のG1・初の海外挑戦となる年末の香港カップでレースに復帰したが、7着に終わった。その後レースに復帰することなく、6歳10月に引退が発表された。

### 引退後
引退後は生まれ故郷のダーレー・ジャパン・ファームで乗馬となった。2022年現在は日本軽種馬協会静内種馬場研修所にて繋養されている。

## 競走成績
以下の内容は、JBISサーチ、netkeiba.com、香港ジョッキークラブに基づく。
| 競走日     | 競馬場 | 競走名          | 格       | 距離（馬場）  | 頭 数 | 枠 番 | 馬 番 | オッズ （人気） | 着順 | タイム （上り3F） | 着差  | 騎手            | 斤量 [kg] | 1着馬（2着馬）       | 馬体重 [kg] |
| ---------- | ------ | --------------- | -------- | ------------- | ----- | ----- | ----- | --------------- | ---- | ----------------- | ----- | --------------- | --------- | -------------------- | ----------- |
| 2011.10.29 | 京都   | 2歳新馬         |          | 芝2000m（良） | 11    | 6     | 7     | 001.50（1人）   | 01着 | R2:04.9（33.9）   | -0.1  | 0岩田康誠       | 55        | （ランドルト）       | 472         |
| 0000.11.26 | 京都   | 京都2歳S        | OP       | 芝2000m（良） | 11    | 8     | 11    | 005.30（2人）   | 04着 | R2:01.7（34.6）   | -0.2  | 0C.ルメール     | 55        | トリップ             | 470         |
| 2012.02.05 | 京都   | きさらぎ賞      | GIII     | 芝1800m（良） | 13    | 5     | 6     | 011.60（5人）   | 09着 | R1:48.6（35.3）   | -1.6  | 0川田将雅       | 56        | ワールドエース       | 472         |
| 0000.02.25 | 阪神   | アーリントンC   | GIII     | 芝1600m（良） | 13    | 3     | 3     | 011.60（6人）   | 03着 | R1:36.6（35.0）   | -0.3  | 0川田将雅       | 56        | ジャスタウェイ       | 464         |
| 0000.03.17 | 阪神   | 若葉S           | OP       | 芝2000m（稍） | 16    | 6     | 12    | 034.10（6人）   | 05着 | R2:05.4（36.1）   | -1.0  | 0鮫島良太       | 56        | ワールドエース       | 462         |
| 0000.04.21 | 京都   | 3歳500万下      |          | 芝1600m（良） | 10    | 3     | 3     | 002.20（1人）   | 01着 | 01:33.0（34.3）   | -0.2  | 0福永祐一       | 56        | （プレミアムブルー） | 464         |
| 0000.05.05 | 東京   | プリンシパルS   | OP       | 芝2000m（良） | 17    | 2     | 4     | 013.20（3人）   | 03着 | 02:01.2（34.7）   | -0.3  | 0松岡正海       | 56        | スピルバーグ         | 468         |
| 0000.06.09 | 東京   | 江の島特別      | 1000万下 | 芝1600m（重） | 9     | 1     | 1     | 005.30（2人）   | 02着 | 01:38.0（35.5）   | -0.2  | 0松岡正海       | 54        | ルルーシュ           | 470         |
| 2013.05.19 | 東京   | テレ玉杯        | 1000万下 | 芝1800m（良） | 15    | 7     | 13    | 007.60（5人）   | 01着 | R1:46.9（33.2）   | -0.0  | 0C.デムーロ     | 57        | （スーパームーン）   | 470         |
| 0000.06.22 | 阪神   | 京橋特別        | 1000万下 | 芝2000m（良） | 16    | 2     | 3     | 002.60（1人）   | 01着 | 02:01.4（35.1）   | -0.1  | 0岩田康誠       | 57        | （クランモンタナ）   | 474         |
| 0000.10.26 | 京都   | 八坂S           | 1600万下 | 芝1800m（稍） | 10    | 7     | 7     | 002.70（1人）   | 01着 | 01:50.6（33.5）   | -0.2  | 0浜中俊         | 57        | （バッドボーイ）     | 484         |
| 0000.12.07 | 阪神   | 朝日チャレンジC | GIII     | 芝1800m（良） | 18    | 4     | 8     | 003.90（1人）   | 01着 | 01:46.5（33.6）   | -0.2  | 0M.バルザローナ | 55        | （カワキタフウジン） | 486         |
| 2014.03.02 | 中山   | 中山記念        | GII      | 芝1800m（稍） | 15    | 5     | 9     | 010.40（4人）   | 02着 | 01:50.4（36.9）   | -0.6  | 0岩田康誠       | 56        | ジャスタウェイ       | 482         |
| 0000.12.14 | 沙田   | 香港C           | G1       | 芝2000m（良） | 12    | 2     | 9     | 022.00（7人）   | 07着 | R2:02.51          | -0.55 | 0岩田康誠       | 57        | Designs On Rome      | 481         |

- 海外の枠番はゲート番
- 香港のオッズ・人気は香港ジョッキークラブのもの

## 血統表
| アルキメデスの血統            | アルキメデスの血統                      | アルキメデスの血統                      | （血統表の出典）                        | （血統表の出典） |
| 父系                          | フォーティナイナー系                    | フォーティナイナー系                    | フォーティナイナー系                    |                  |
| 父 アドマイヤムーン 鹿毛 2003 | 父の父*エンドスウィープ 鹿毛 1991       | *フォーティナイナー                     | Mr. Prospector                          | Mr. Prospector   |
| 父 アドマイヤムーン 鹿毛 2003 | 父の父*エンドスウィープ 鹿毛 1991       | *フォーティナイナー                     | File                                    |                  |
| 父 アドマイヤムーン 鹿毛 2003 | 父の父*エンドスウィープ 鹿毛 1991       | Broom Dance                             | Dance Spell                             | Dance Spell      |
| 父 アドマイヤムーン 鹿毛 2003 | 父の父*エンドスウィープ 鹿毛 1991       | Broom Dance                             | Witching Hour                           |                  |
| 父 アドマイヤムーン 鹿毛 2003 | 父の母マイケイティーズ 黒鹿毛 1998      | *サンデーサイレンス                     | Halo                                    | Halo             |
| 父 アドマイヤムーン 鹿毛 2003 | 父の母マイケイティーズ 黒鹿毛 1998      | *サンデーサイレンス                     | Wishing Well                            |                  |
| 父 アドマイヤムーン 鹿毛 2003 | 父の母マイケイティーズ 黒鹿毛 1998      | *ケイティーズファースト                 | Kris                                    | Kris             |
| 父 アドマイヤムーン 鹿毛 2003 | 父の母マイケイティーズ 黒鹿毛 1998      | *ケイティーズファースト                 | Katies                                  |                  |
| 母 アーキオロジー 鹿毛 2002   | 母の父Seeking the Gold 鹿毛 1985        | Mr. Prospector                          | Raise a Native                          | Raise a Native   |
| 母 アーキオロジー 鹿毛 2002   | 母の父Seeking the Gold 鹿毛 1985        | Mr. Prospector                          | Gold Digger                             |                  |
| 母 アーキオロジー 鹿毛 2002   | 母の父Seeking the Gold 鹿毛 1985        | Con Game                                | Buckpasser                              | Buckpasser       |
| 母 アーキオロジー 鹿毛 2002   | 母の父Seeking the Gold 鹿毛 1985        | Con Game                                | Broadway                                |                  |
| 母 アーキオロジー 鹿毛 2002   | 母の母Caress 黒鹿毛 1991                | Storm Cat                               | Storm Bird                              | Storm Bird       |
| 母 アーキオロジー 鹿毛 2002   | 母の母Caress 黒鹿毛 1991                | Storm Cat                               | Terlingua                               |                  |
| 母 アーキオロジー 鹿毛 2002   | 母の母Caress 黒鹿毛 1991                | La Affirmed                             | Affirmed                                | Affirmed         |
| 母 アーキオロジー 鹿毛 2002   | 母の母Caress 黒鹿毛 1991                | La Affirmed                             | La Mesa                                 |                  |
| 母系(F-No.)                   | アーキオロジー(USA)系(FN:1-s)           | アーキオロジー(USA)系(FN:1-s)           | アーキオロジー(USA)系(FN:1-s)           | [ § 2 ]          |
| 5代内の近親交配               | Mr. Prospector 4×3、Northern Dancer 5×5 | Mr. Prospector 4×3、Northern Dancer 5×5 | Mr. Prospector 4×3、Northern Dancer 5×5 | [ § 3 ]          |
| 出典                          | 1. 2. 3.                                | 1. 2. 3.                                | 1. 2. 3.                                | 1. 2. 3.         |

- 主な近親にSky Mesa（米ホープフルステークスほか）、Bernstein（レイルウェイステークスほか）、フルーキー（チャレンジカップ）。
- そのほかの近親についてはブサンダ#牝系図を参照。